# Flymore
Flymore – rosyjski zespół wykonujący nu metal.

## Historia
Zespół powstał w 2002 roku w rosyjskim Iwanowie, jego założycielami są Igor „Fly” Muchin oraz Denis „Check” Rybakow. W twórczości Flymore widać ich inspirację amerykańskim zespołem Korn. W roku 2009 został wydany ich pierwszy album studyjny pt. „Millenium IV V” nagrany w wytwórni Right recordings. Do jednej z piosenek („All The Time I Bled”) nakręcono teledysk. 26 lutego 2013 roku zespół wydał EP-kę pt. „Mind Tricks”.

## Muzycy

### Obecny skład zespołu
- Maks „Frozt” Morozow – wokal (od 2002)
- Igor „Fly” Muchin – gitara (od 2002)
- Paul „Rage” Jones – gitara basowa (od 2013)
- Gustaf „ThorBo” Bodén – perkusja (od 2013)
- Jonas „STORM” Blomqvist – gitara (od 2013)

### Byli członkowie zespołu
- Denis Rybakov – gitara basowa (2002-2013)
- Nikita Alekseev – gitara (2006-2013)
- Serj Yashin – perkusja (2011-2013)
- Serj Kulikov – perkusja (2005–2011)
- Dmitriy Kurin – perkusja (2002-2005)

## Dyskografia
| Year | Album details                                                                 | Uwagi            |
| ---- | ----------------------------------------------------------------------------- | ---------------- |
| 2009 | Millenium IV V - Data: 20 marca 2009 - Wydawca: Right Recordings - Format: CD | - album studyjny |
| 2013 | Mind Tricks - Data: 26 lutego 2013 - Wydawca: (brak) - Format: CD             | - EP             |